# Sobór św. Mikołaja w Mohylowie Podolskim
Sobór św. Mikołaja – prawosławny sobór w Mohylowie Podolskim w jurysdykcji eparchii mohylowsko-podolskiej Ukraińskiego Kościoła Prawosławnego Patriarchatu Moskiewskiego.

## Historia
Cerkiew została wzniesiona w 1754 z darów prawosławnych Greków, Bułgarów i Serbów żyjących w Mohylowie Podolskim. Jeszcze w tym samym roku budynek przejął Kościół unicki. Ponieważ prawosławni Grecy nie chcieli przyjąć unii i przyjmować sakramentów z rąk kapłanów katolickich obrządku bizantyjskiego, ufundowali w Mohylowie Podolskim nową cerkiew pod wezwaniem św. Jerzego, którą obsługiwali specjalnie przybyli do tego celu mnisi z Athosu. Cerkiew pozostawała w rękach unitów do likwidacji Kościoła unickiego na Podolu. 
W 1865 wzniesiono cerkiewną dzwonnicę, w 1874 do świątyni wstawiono nowy ikonostas, zaś w 1885 dostawiono do niej przedsionek i dwa ołtarze boczne. Po rewolucji październikowej cerkiew św. Mikołaja została zamknięta i zaadaptowana na muzeum krajoznawcze. Po 1991 obiekt zwrócono Ukraińskiemu Kościołowi Prawosławnemu Patriarchatu Moskiewskiego. 
Szczególną czcią otaczana jest w cerkwi ikona św. Mikołaja, podarowana świątyni razem ze srebrną darochranitielnicą przez cara Aleksandra III, na pamiątkę po zmarłym bracie, carewiczu Mikołaju.

## Architektura
Cerkiew św. Mikołaja to jedna z najstarszych murowanych świątyń na Podolu. Inspiracją dla jej wyglądu była architektura świątyń bizantyjskich na Athosie. Budowla została wzniesiona na planie krzyża i zwieńczona pięcioma kopułami.